# Jorquera Glacier
Jorquera Glacier är en glaciär i Antarktis. Den ligger i Sydshetlandsöarna. Argentina, Chile och Storbritannien gör anspråk på området. Jorquera Glacier ligger 145 meter över havet.
Terrängen runt Jorquera Glacier är huvudsakligen kuperad, men åt nordväst är den platt. Havet är nära Jorquera Glacier norrut. Trakten är glest befolkad. Närmaste befolkade plats är Maldonado Station, 5,3 kilometer nordväst om Jorquera Glacier. 